# トム・ジョーンズ (歌手)
トム・ジョーンズ（Sir Thomas Jones Woodward、OBE、通称 Tom Jones、1940年6月7日 - ）は、イギリス出身のポピュラー音楽歌手。南ウェールズ生まれ、ロサンゼルス在住。時として「ザ・ヴォイス」と称される。芸名の「トム・ジョーンズ」は、本名及び1963年の映画『トム・ジョーンズの華麗な冒険』にちなむ。

## 経歴

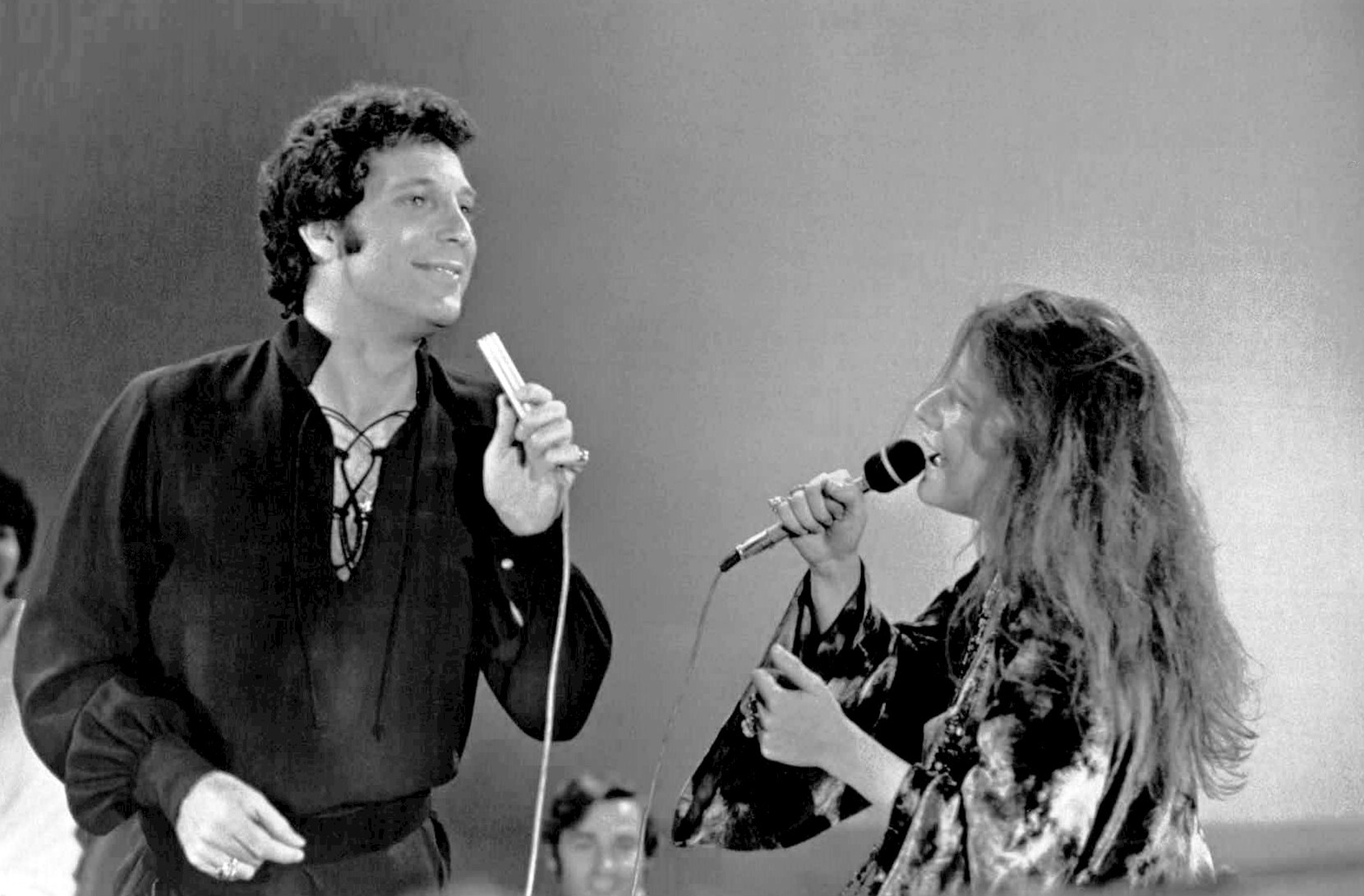
1969年、『ディス・イズ・トム・ジョーンズ』でジャニス・ジョプリンとデュエット

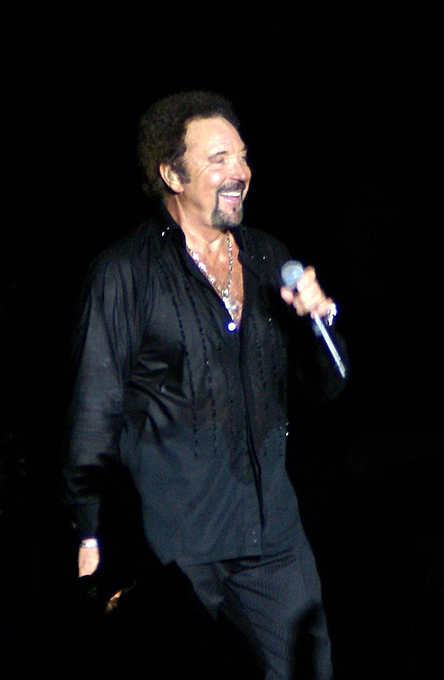
2007年、ハンプトン・コート宮殿にて

「Q誌の選んだ歴史上最も偉大な100人のシンガー」において第71位。
トム・ジョ－ンズは、1960年代半ばから1970年代前半にダイナミックな歌唱法で人気を博した。マネージャーのゴードン・ミルズと組んだことも、成功を後押しした。代表曲に「よくあることさ」（It's Not Unusual）、「007/サンダーボール作戦」、「何かいいことないか子猫チャン」、「ラヴ・ミー・トゥナイト（恋の終わり）」（Love Me Tonight）、「最後の恋」（I'll Never Fall in Love Again）、「デライラ」（Delilah）、「思い出のグリーン・グラス」（Green Green Grass of Home）、「シーズ・ア・レディー」（She's a Lady）、「見果てぬ夢」、「愛しのルシール」などがある。テレビ番組『ディス・イズ・トム・ジョーンズ』のホストも務めた。この番組は日本では『トム・ジョーンズ・ショー』のタイトルで放送された。シングル「キッス」は映画『花嫁はエイリアン』でオープニングに使われた、アート・オブ・ノイズ・フィーチャリング・トム・ジョーンズ名義の曲である。日本独自のヒット曲には「恋はメキ・メキ」（If I Only Knew）があげられる。「恋はメキ・メキ」は、みうらじゅんがジャケットイラストを描いている。
孫が二人いる。そのうちの一人アレクサンダーは、2006年コモンウェルスゲームズ・メルボルン大会で、射撃のウェールズ代表で出場した。
オリジナル曲のみならずシャンソンやカンツォーネを英語歌詞でカバーすることも多く、中には原曲以上にトム・ジョーンズのカバー版が広く知られている楽曲も数多い。たとえば原曲はイタリアのカンツォーネである「ラヴ・ミー・トゥナイト（恋の終わり）」（イタリア語原題 "Alla fine della strada" 英題 "Love Me Tonight"、ロレンツォ・ピラ作曲）、「あなたのような人」（イタリア語原題 "L'ultima occasione" 英題 "Once There Was A Time"、トニー・デル・モナコ作曲）、「ささやく瞳」（イタリア語原題 "Gli occhi miei" 英題 "Help Yourself"、カルロ・ドニーダ作曲）、「アイ（愛の告白）」（イタリア語原題 "Uno dei tanti" 英題 "I (Who Have Nothing)"、カルロ・ドニーダ作曲）、原曲はフランスのシャンソンである「愛の誓い」（フランス語原題 "Le monde est notre amour" 英題 "Till"、シャルル・ダンヴェール作曲）などは、トム・ジョーンズのカバー版によって国際的な知名度を持っている。
1996年にはティム・バートンが監督した映画『マーズ・アタック!』に本人の役で出演し、同作の主題歌に「よくあることさ」が用いられた。
1999年、バッキンガム宮殿でエリザベス女王から俳優のロジャー・ムーアと共にOBE勲章を授与された。2006年には大英帝国ナイト位を授与された。
タモリと巻上公一は、トム・ジョーンズが自分のお気に入りであると発言したことがある。
タモリは、「トム・ジョーンズのライブのDVDをもっている」と発言したことがある。
イギリスのロックバンド、EMFの「アンビリーヴァブル」（1990年）をカヴァーしている。
『007/サンダーボール作戦』の主題歌「サンダーボール」は大至急で作詞作曲されて録音されたため、トム・ジョーンズの本来の声域より高いキーで書かれていた。ぶっつけ本番に近いスタジオ録音で、ラストの長いハイノートを得意の大音声で歌いきったジョーンズは、頭に血が上ってその場に卒倒してしまった。本人も認めている有名なエピソードである。 

## 日本公演
- 1973年
  - 2月18日,19日 フェスティバルホール、21日 ニューラテンクォーター、23日,24日 日本武道館
- 1974年
  - 11月19日 ロイヤルホテル（大阪）、20日 フェスティバルホール、21日,22日 日本武道館、24日 北九州市立総合体育館、26日 ホテルオークラ
- 1995年
  - 11月15日 熊本ニュースカイホテル、16日 サンケイホール（大阪）、17日 北海道厚生年金会館、19日　中野サンプラザ、20日 愛知厚生年金会館
- 2016年
  - 4月11日 昭和女子大学人見記念講堂(中止)、12日 オリックス劇場(中止)
※振替公演は行われず払い戻しによる対応となった。

## ディスコグラフィ

### スタジオ・アルバム
- 『アロング・ケイム・ジョーンズ』 - Along Came Jones (1965年)
- 『何かいいことないか仔猫チャン?』 - What's New Pussycat? (1965年)
- 『アトミック・ジョーンズ』 - A-tom-ic Jones (1966年)
- From the Heart (1966年)
- 『思い出のグリーン・グラス』 - Green, Green Grass of Home (1967年) ※旧邦題『ライダース・イン・ザ・スカイ』
- Funny Familiar Forgotten Feelings (1967年)
- 『デライラ～ラヴ・ミー・トゥナイト』 - Delilah (1968年)
- 『栄光のトム・ジョーンズ』 - Help Yourself (1968年)
- 『ディス・イズ・トム・ジョーンズ』 - This Is Tom Jones (1969年)
- 『ラ・マンチャの男～見果てぬ夢』 - Tom (1970年)
- 『アイ』 - I Who Have Nothing (1970年)
- 『シーズ・ア・レディー』 - She's a Lady (1971年)
- 『メキシカン・パペッティア』 - Tom Jones Close Up (1972年)
- 『いとしのルシール』 - The Body and Soul of Tom Jones (1973年)
- 『モア・シャウト!』 - Somethin' 'Bout You Baby I Like (1974年)
- Memories Don't Leave Like People Do (1975年)
- 『去りゆく面影』 - Say You'll Stay Until Tomorrow (1977年)
- What a Night (1977年)
- Rescue Me (1979年)
- Do You Take This Man (1979年)
- 『ダーリン』 - Darlin' / The Country Side of Tom Jones (1981年)
- Country (1982年)
- Don't Let Our Dreams Die Young (1983年)
- Love Is on the Radio (1984年)
- Tender Loving Care (1985年)
- 『アット・ディス・モーメント』 - At This Moment / Move Closer (1988年)
- 『永遠の炎』 - Carrying a Torch (1991年)
- 『快楽天国』 - The Lead and How to Swing It (1994年)
- 『RELOAD～オール・スター・デュエット・アルバム』 - Reload (1999年)
- 『ミスター・ジョーンズ』 - Mr. Jones (2002年)
- 『ライフ・イズ・トゥー・ショート』 - Tom Jones & Jools Holland (2004年) ※with ジュールズ・ホランド
- 『24時間』 - 24 Hours (2008年)
- Praise & Blame (2010年)
- Spirit in the Room (2012年)
- 『ロング・ロスト・スーツケース』 - Long Lost Suitcase (2015年)

### ライブ・アルバム
- 『ライヴ・イン・ロンドン』 - Tom Jones Live! At the Talk of the Town (1967年)
- 『ライヴ・イン・ラス・ヴェガス』 - Tom Jones Live in Las Vegas (1969年)
- 『シーザース・パレスのトム・ジョーンズ』 - Tom Jones Live at Caesars Palace (1971年)
- John Farnham & Tom Jones – Together in Concert (2005年)
- Tom Jones (2010年)

### シングル
- 「何かいいことないか子猫チャン」 - "What's New Pussycat?" (1965年)
- 「サンダー・ボール」 - "Thunderball" (1965年)
- 「オン・ステージ」 - "On Stage" (1965年)
- 「思い出のグリーン・グラス」 - "Green, Green Grass Of Home" (1966年)
- 「トリプル・クロス」 - "Triple Cross" (1966年)
- 「忘れじの感傷」 - "Funny Familiar Forgotten Feeling" (1967年)
- 「家路」 - "I'm Coming Home" (1967年)
- 「16トン」 - "Sixteen Tons" (1967年)
- 「デライラ」 - "Delilah" (1968年)
- 「悲しき窓辺」 - "Looking Out My Window" (1968年)
- 「ささやく瞳」 - "Help Yourself" (1968年)
- 「ラヴ・ミー・トゥナイト」 - "Love Me Tonight" (1969年)
- 「最後の恋」 - "I'll Never Fall In Love Again" (1969年)
- 「悲しき呼び声」 - "Without Love" (1970年)
- 「ドーター・オブ・ダークネス」 - "Daughter Of Darkness" (1970年)
- 「よくあることさ」 - "It's Not Unusual" (1970年)
- 「アイ」 - "I (Who Have Nothing)" (1970年)
- 「キャント・ストップ・ラヴィング・ユー」 - "Can't Stop Loving You" (1971年)
- 「愛の誓い」 - "Till" (1971年)
- 「シーズ・ア・レディー」 - "She's A Lady" (1971年)
- 「パペット・マン」 - "Puppet Man" (1971年)
- 「ライダース・イン・ザ・スカイ」 - "Riders In The Sky" (1971年)
- 「見果てぬ夢」 - "The Impossible Dream" (1971年)
- 「メキシカン・パペッティア」 - "The Young New Mexican Puppeteer" (1972年)
- 「いとしのルシール」 - "Letter To Lucille" (1973年)
- 「思いこがれて」 - "Somethin' 'Bout You Baby I Like" (1974年)
- 「バマ・ラマ・バマ・ルー」 - "Bama Lama Bama Loo" (1974年)
- 「愛はいらない」 - "Ain't No Love" (1975年)
- 「去りゆく面影」 - "Say You'll Stay Until Tomorrow" (1977年)
- 「キッス」 - "Kiss" (1988年) ※with アート・オブ・ノイズ
- 「恋はメキ・メキ」 - "If I Only Knew" (1994年)
- 「バーニング・ダウン・ザ・ハウス」 - "Burning Down The House" (1999年) ※with カーディガンズ
- 「セックス・ボム」 - "Sex Bomb" (1999年) ※with ムース・T
- 「ママ・トールド・ミー」 - "Mama Told Me Not To Come" (2000年) ※with ステレオフォニックス